# First lady degli Stati Uniti d'America
First lady degli Stati Uniti d'America (in inglese: First Lady Of The United States, abbreviato in "FLOTUS") è il titolo dato alla moglie del presidente degli Stati Uniti d'America. Sebbene il ruolo della first lady non sia mai stato codificato o definito ufficialmente, la sua figura è preminente nella vita politica e sociale della nazione. 
L'attuale first lady è Melania Trump, moglie del 47º presidente degli Stati Uniti Donald Trump.

## Ruolo
La first lady degli Stati Uniti è la padrona di casa della Casa Bianca. Il ruolo è tradizionalmente assunto dalla moglie del presidente degli Stati Uniti in carica.
L'ufficio della first lady degli Stati Uniti (in inglese: Office of the First Lady of the United States) supporta quest'ultima nello svolgimento dei suoi doveri di padrona di casa della Casa Bianca, ed è anche responsabile di tutti gli eventi sociali e dei cerimoniali. La first lady ha il suo staff che comprende un capo del personale, addetto stampa, floreal designer, executive chef, ecc.
L'ufficio della first lady fa parte dell'ufficio della Casa Bianca, una branca dell'ufficio esecutivo del presidente. Per esempio, durante il periodo in cui Hillary Clinton è stata eletta senatrice degli Stati Uniti d'America mentre ricopriva ancora il ruolo di first lady (diventando quindi la prima first lady a ricoprire una carica elettiva), alcuni dei compiti di tale ruolo sono stati assunti dalla figlia Chelsea Clinton, per evitare conflitti che avrebbero potuto comportare l'ineleggibilità al Senato.
La second lady degli Stati Uniti è la moglie del vicepresidente degli Stati Uniti d'America e segue il marito durante gli incontri ufficiali secondo il protocollo. Attualmente, dal 20 gennaio 2025, il ruolo, è ricoperto da Usha Vance, moglie dell’attuale vicepresidente, J.D.Vance. Quando il ruolo di vicepresidente è ricoperto da una donna, il marito della vicepresidente ha il titolo di Second gentleman degli Stati Uniti d'America; ciò è avvenuto per la prima volta nel 2021 con la nomina a second gentleman di Douglas Emhoff, marito di Kamala Harris, prima donna eletta alla vicepresidenza degli Stati Uniti d'America.

## Elenco
| N. | First lady                                                                  | First lady                                                                               | Data del matrimonio | Presidente             | Periodo           | Periodo           |
| N. | First lady                                                                  | First lady                                                                               | Data del matrimonio | Presidente             | Inizio            | Fine              |
| -- | --------------------------------------------------------------------------- | ---------------------------------------------------------------------------------------- | ------------------- | ---------------------- | ----------------- | ----------------- |
| 1  |                                                                             | Martha Washington nata Dandridge                                                         | 6 gennaio 1759      | George Washington      | 30 aprile 1789    | 4 marzo 1797      |
| 2  |                                                                             | Abigail Adams nata Smith                                                                 | 25 ottobre 1764     | John Adams             | 4 marzo 1797      | 4 marzo 1801      |
| 3  |                                                                             | Martha Jefferson Randolph (figlia del Presidente)                                        | –                   | Thomas Jefferson       | 4 marzo 1801      | 4 marzo 1809      |
| 4  |                                                                             | Dolley Madison nata Payne                                                                | 15 settembre 1794   | James Madison          | 4 marzo 1809      | 4 marzo 1817      |
| 5  |                                                                             | Elizabeth Monroe nata Kortright                                                          | 16 febbraio 1786    | James Monroe           | 4 marzo 1817      | 4 marzo 1825      |
| 6  |                                                                             | Louisa Catherine Adams nata Johnson                                                      | 26 luglio 1797      | John Quincy Adams      | 4 marzo 1825      | 4 marzo 1829      |
| 7  | Rachel Jackson                                                              | Rachel Jackson nata Donelson (morì dieci giorni dopo l'elezione del marito a Presidente) | 7 gennaio 1794      | Andrew Jackson         | 2 dicembre 1828   | 12 dicembre 1828  |
| 7  |                                                                             | Emily Donelson Jackson (nipote del Presidente)                                           | –                   | Andrew Jackson         | 4 marzo 1829      | 26 novembre 1834  |
| 7  |                                                                             | Sarah Yorke Jackson (nuora del Presidente)                                               | –                   | Andrew Jackson         | 26 novembre 1834  | 4 marzo 1837      |
| 8  |                                                                             | Angelica Singleton Van Buren (nuora del Presidente)                                      | –                   | Martin Van Buren       | 4 marzo 1837      | 4 marzo 1841      |
| 9  |                                                                             | Anna Harrison nata Tuthill Symmes                                                        | 22 novembre 1795    | William Henry Harrison | 4 marzo 1841      | 4 aprile 1841     |
| 9  |                                                                             | Jane Irwin Harrison (nuora del Presidente)                                               | –                   | William Henry Harrison | 4 marzo 1841      | 4 aprile 1841     |
| 10 |                                                                             | Letitia Tyler nata Christian                                                             | 29 marzo 1813       | John Tyler             | 4 aprile 1841     | 10 settembre 1842 |
| 10 |                                                                             | Priscilla Cooper Tyler (nuora del Presidente)                                            | –                   | John Tyler             | 10 settembre 1842 | 26 giugno 1844    |
| 10 |                                                                             | Julia Tyler nata Gardiner                                                                | 26 giugno 1844      | John Tyler             | 26 giugno 1844    | 4 marzo 1845      |
| 11 |                                                                             | Sarah Polk nata Childress                                                                | 1º gennaio 1824     | James K. Polk          | 4 marzo 1845      | 4 marzo 1849      |
| 12 |                                                                             | Margaret Taylor nata Mackall Smith                                                       | 21 giugno 1810      | Zachary Taylor         | 4 marzo 1849      | 9 luglio 1850     |
| 12 |                                                                             | Mary Elizabeth Taylor Bliss (figlia del Presidente)                                      | –                   | Zachary Taylor         | 4 marzo 1849      | 9 luglio 1850     |
| 13 |                                                                             | Abigail Fillmore nata Powers                                                             | 5 febbraio 1826     | Millard Fillmore       | 9 luglio 1850     | 4 marzo 1853      |
| 14 |                                                                             | Jane Pierce nata Appleton                                                                | 19 novembre 1834    | Franklin Pierce        | 4 marzo 1853      | 4 marzo 1857      |
| 15 |                                                                             | Harriet Lane Johnston (nipote del Presidente)                                            | –                   | James Buchanan         | 4 marzo 1857      | 4 marzo 1861      |
| 16 |                                                                             | Mary Lincoln nata Todd                                                                   | 4 novembre 1842     | Abraham Lincoln        | 4 marzo 1861      | 15 aprile 1865    |
| 17 |                                                                             | Eliza Johnson nata McCardle                                                              | 17 maggio 1827      | Andrew Johnson         | 15 aprile 1865    | 4 marzo 1869      |
| 17 |                                                                             | Martha Johnson Patterson (figlia del Presidente)                                         | –                   | Andrew Johnson         | 15 aprile 1865    | 4 marzo 1869      |
| 18 |                                                                             | Julia Grant nata Boggs Dent                                                              | 22 agosto 1848      | Ulysses S. Grant       | 4 marzo 1869      | 4 marzo 1877      |
| 19 |                                                                             | Lucy Hayes nata Webb                                                                     | 30 dicembre 1852    | Rutherford B. Hayes    | 4 marzo 1877      | 4 marzo 1881      |
| 20 |                                                                             | Lucretia Garfield nata Rudolph                                                           | 11 novembre 1858    | James A. Garfield      | 4 marzo 1881      | 19 settembre 1881 |
| 21 |                                                                             | Mary Arthur McElroy (sorella del Presidente)                                             | –                   | Chester A. Arthur      | 19 settembre 1881 | 4 marzo 1885      |
| 22 |                                                                             | Rose Elizabeth Cleveland (sorella del Presidente)                                        | –                   | Grover Cleveland       | 4 marzo 1885      | 2 giugno 1886     |
| 22 |                                                                             | Frances Clara Cleveland nata Folsom                                                      | 2 giugno 1886       | Grover Cleveland       | 2 giugno 1886     | 4 marzo 1889      |
| 23 |                                                                             | Caroline Lavinia Harrison nata Scott                                                     | 20 ottobre 1853     | Benjamin Harrison      | 4 marzo 1889      | 25 ottobre 1892   |
| 23 |                                                                             | Mary Harrison McKee (figlia del Presidente)                                              | –                   | Benjamin Harrison      | 25 ottobre 1892   | 4 marzo 1893      |
| 24 |                                                                             | Frances Clara Cleveland nata Folsom                                                      | 2 giugno 1886       | Grover Cleveland       | 4 marzo 1893      | 4 marzo 1897      |
| 25 |                                                                             | Ida McKinley nata Saxton                                                                 | 25 gennaio 1871     | William McKinley       | 4 marzo 1897      | 14 settembre 1901 |
| 26 |                                                                             | Edith Kermit Roosevelt nata Carrow                                                       | 2 dicembre 1886     | Theodore Roosevelt     | 14 settembre 1901 | 4 marzo 1909      |
| 27 |                                                                             | Helen Taft nata Herron                                                                   | 19 giugno 1886      | William Howard Taft    | 4 marzo 1909      | 4 marzo 1913      |
| 28 |                                                                             | Ellen Louise Wilson nata Axson                                                           | 24 giugno 1885      | Woodrow Wilson         | 4 marzo 1913      | 6 agosto 1914     |
| 28 |                                                                             | Margaret Woodrow Wilson (figlia del Presidente)                                          | –                   | Woodrow Wilson         | 6 agosto 1914     | 18 dicembre 1915  |
| 28 | Helen Woodrow Bones (cugina del Presidente)                                 |                                                                                          | –                   | Woodrow Wilson         | 6 agosto 1914     | 18 dicembre 1915  |
| 28 |                                                                             | Edith Galt Wilson nata Bolling                                                           | 18 dicembre 1915    | Woodrow Wilson         | 18 dicembre 1915  | 4 marzo 1921      |
| 29 |                                                                             | Florence Harding nata Kling                                                              | 8 luglio 1891       | Warren Harding         | 4 marzo 1921      | 2 agosto 1923     |
| 30 |                                                                             | Grace Anna Coolidge nata Goodhue                                                         | 4 ottobre 1905      | Calvin Coolidge        | 2 agosto 1923     | 4 marzo 1929      |
| 31 |                                                                             | Lou Hoover nata Henry                                                                    | 10 febbraio 1899    | Herbert Hoover         | 4 marzo 1929      | 4 marzo 1933      |
| 32 |                                                                             | Anna Eleanor Roosevelt                                                                   | 17 marzo 1905       | Franklin D. Roosevelt  | 4 marzo 1933      | 12 aprile 1945    |
| 33 |                                                                             | Elizabeth "Bess" Truman nata Wallace                                                     | 28 giugno 1919      | Harry S. Truman        | 12 aprile 1945    | 20 gennaio 1953   |
| 34 |                                                                             | Mamie Geneva Eisenhower nata Doud                                                        | 1º luglio 1916      | Dwight Eisenhower      | 20 gennaio 1953   | 20 gennaio 1961   |
| 35 |                                                                             | Jacqueline Lee Kennedy nata Bouvier                                                      | 12 settembre 1953   | John F. Kennedy        | 20 gennaio 1961   | 22 novembre 1963  |
| 36 |                                                                             | Claudia "Lady Bird" Johnson nata Taylor                                                  | 17 novembre 1934    | Lyndon B. Johnson      | 22 novembre 1963  | 20 gennaio 1969   |
| 37 |                                                                             | Thelma "Pat" Catherine Nixon nata Ryan                                                   | 21 giugno 1940      | Richard Nixon          | 20 gennaio 1969   | 9 agosto 1974     |
| 38 |                                                                             | Elizabeth "Betty" Ann Ford nata Bloomer                                                  | 15 ottobre 1948     | Gerald Ford            | 9 agosto 1974     | 20 gennaio 1977   |
| 39 |                                                                             | Eleanor Rosalynn Carter nata Smith                                                       | 7 luglio 1946       | Jimmy Carter           | 20 gennaio 1977   | 20 gennaio 1981   |
| 40 |                                                                             | Nancy Davis Reagan nata Robbins                                                          | 6 marzo 1952        | Ronald Reagan          | 20 gennaio 1981   | 20 gennaio 1989   |
| 41 |                                                                             | Barbara Bush nata Pierce                                                                 | 6 gennaio 1945      | George H. W. Bush      | 20 gennaio 1989   | 20 gennaio 1993   |
| 42 | Hillary Clinton                                                             | Hillary Clinton nata Rodham                                                              | 11 ottobre 1975     | Bill Clinton           | 20 gennaio 1993   | 20 gennaio 2001   |
| 43 | Portrait of Laura Bush                                                      | Laura Bush nata Welch                                                                    | 5 novembre 1977     | George W. Bush         | 20 gennaio 2001   | 20 gennaio 2009   |
| 44 |                                                                             | Michelle Obama nata Robinson                                                             | 3 ottobre 1992      | Barack Obama           | 20 gennaio 2009   | 20 gennaio 2017   |
| 45 |                                                                             | Melania Trump nata Melanija Knavs                                                        | 22 gennaio 2005     | Donald Trump           | 20 gennaio 2017   | 20 gennaio 2021   |
| 46 |                                                                             | Jill Biden nata Jacobs                                                                   | 17 giugno 1977      | Joe Biden              | 20 gennaio 2021   | 20 gennaio 2025   |
| 47 | Melania Trump’s Official White House Portrait (2025) (much further cropped) | Melania Trump nata Melanija Knavs                                                        | 22 gennaio 2005     | Donald Trump           | 20 gennaio 2025   | in carica         |

## First lady degli Stati Uniti d'America immaginarie
- Abbey Bartlet (Stockard Channing) in West Wing - Tutti gli uomini del Presidente
- Linda Davenport (Lisa Eichhorn) in First Kid - Una peste alla Casa Bianca
- Martha Logan (Jean Smart) in 24
- Melanie MacKenzie (Margaret Colin) in Una teenager alla Casa Bianca
- First Lady Mathews (Marla Adams) in Attacco al presidente
- Ellen Mitchell (Sigourney Weaver) in Dave - Presidente per un giorno
- Marylin Whitmore (Mary McDonnell) in Independence Day
- Mellie Grant (Bellamy Young) in Scandal
- Emily Nash-Gilchrist (Jenna Elfman) in 1600 Penn
- Grace Marshall (Wendy Crewson) in Air Force One
- Claire Underwood (Robin Wright) in House of Cards - Gli intrighi del potere
- Alex Kirkman (Natascha McElhone) in Designated Survivor.
- Marsha Dale (Glenn Close) in Mars Attacks!

## Ex first lady viventi
| First Spouse    | Presidenza | Presidenza | Data di nascita | Partito      | Coniuge        |
| --------------- | ---------- | ---------- | --------------- | ------------ | -------------- |
| Hillary Clinton | 42         | 1993–2001  | 26 ottobre 1947 | Democratico  | Bill Clinton   |
| Laura Bush      | 43         | 2001–2009  | 4 novembre 1946 | Repubblicano | George W. Bush |
| Michelle Obama  | 44         | 2009–2017  | 17 gennaio 1964 | Democratico  | Barack Obama   |
| Jill Biden      | 46         | 2021–2025  | 3 giugno 1951   | Democratico  | Joe Biden      |